# Franciszek Romaszkan
Franciszek Mikołaj Romaszkan-Kirkorowicz, baron herbu własnego (ur. 21 sierpnia 1851 w Grazu – zm. w 1935 w Stanisławowie) – ziemianin, pianista amator, prezes Tow. Muzycznego w Stanisławowie.
Uzdolniony muzycznie, ukończył w zakresie fortepianu prywatną szkołę muzyczną we Lwowie prowadzoną przez Karola Mikulego. Członek Galicyjskiego Towarzystwa Muzycznego we Lwowie, w latach 1874-1875 członek jego wydziału (zarządu). Zorganizował w 1871 pierwsze Towarzystwo Muzyczne w Stanisławowie, które z czasem przybrało imię Stanisława Moniuszki. Był jego prezesem przez ponad 50 lat. Przyczynił się także do budowy teatru miejskiego w Stanisławowie.
Ziemianin, posiadał majątki Krechowce i Opryszowce, pod Stanisławowem. Mieszkał na stałe w Krechowcach, w znajdującym się tu klasycystycznym pałacyku, który odnowił w pocz. XX wieku (Obecnie znajduje się w obrębie Iwano-Frankiwska i działa w nim restauracja "Franciszek Romaszkan". Po śmierci Zygmunta Romaszkana w 1893 stał się osobą bardzo bogatą gdyż przejął większość jego majątku w tym: dobra Uhersko, Dobrzany, Pietniczany, Wownia z Wolicą i Glinka w pow. stryjskim oraz cegielnię Stilerówkę we Lwowie. Członek oddziału stanisławowsko-bohorodczańskiego Galicyjskiego Towarzystwa Gospodarskiego (1884-1914).
Był ostatnim baronem Romaszkan.

## Rodzina
Urodził się w ormiańskiej rodzinie ziemiańskiej pochodzącej z Mołdawii, której potwierdzono szlachectwo 8 lipca 1789. Jego ojcem był Mikołaj Romaszkan i Teresa z Plohlów. Miał rodzeństwo siostrę Annę Teresę (1838-1840) oraz braci: Jana Grzegorza Mikołaja (1842-1842), posła do austriackiej Rady Państwa Jakuba (1843-1922) i Grzegorza Adolfa (1846-1847). Rodziny nie założył .

## Zob. też
Wiki.Ormianie – Franciszek Romaszkan